# Milieux alluviaux et aquatiques et gorges de la moyenne vallée de la Drôme et du Bez
Milieux alluviaux et aquatiques et gorges de la moyenne vallée de la Drôme et du Bez este o arie protejată (sit de importanță comunitară — SCI) din Franța întinsă pe o suprafață de 1.158,7 ha, integral pe uscat.

## Localizare
Centrul sitului Milieux alluviaux et aquatiques et gorges de la moyenne vallée de la Drôme et du Bez este situat la coordonatele 44°37′15″N 5°26′43″E / 44.6207°N 5.4452°E.

## Înființare
Situl Milieux alluviaux et aquatiques et gorges de la moyenne vallée de la Drôme et du Bez a fost declarat arie specială de conservare în baza directivei 92/43 din 1992 referitoare la conservarea habitatelor naturale și a faunei și florei sălbatice pentru a proteja 2 specii de plante și 16 specii de animale.

## Biodiversitate
Situată în ecoregiunea mediteraneană, aria protejată conține 28 de habitate naturale: Mlaștini alcaline, Fânețe de joasă altitudine (Alopecurus pratensis, Sanguisorba officinalis), Galerii de Salix alba și de Populus alba, Formațiuni de Juniperus communis pe lande sau pajiști calcaroase, Pajiști carstice calcaroase sau bazofile, de Alysso-Sedion albi, Pajiști alpine și subalpine calcaroase, Pajiști uscate seminaturale și facies de acoperire cu tufișuri pe substraturi calcaroase (Festuco-Brometalia) (* situri importante pentru orhidee), Izvoare petrifiante cu formare de travertin (Cratoneurion), Păduri endemice cu Juniperus spp., Pante stâncoase calcaroase cu vegetație casmofită, Râuri de munte și vegetația lor lemnoasă cu Salix elaeagnos, Păduri pe pante, grohotișuri și ravene de Tilio-Acerion, Grohotișuri silicioase de la nivelul montan până la nivelul zăpezii (Androsacetalia alpinae și Galeopsietalia ladani), Râuri de munte și vegetația lor lemnoasă cu Myricaria germanica, Mlaștini calcaroase cu Cladium mariscus și specii de Caricion davallianae, Liziere de ierburi înalte hidrofile de câmpie și de nivel montan până la alpin, Lacuri eutrofice naturale cu vegetație de tip Magnopotamion sau Hydrocharition, Ape puternic oligomezotrofe cu vegetație bentonică cu Chara spp., Râuri mediteraneene cu debit permanent și vegetație de Glaucium flavum, Cursuri de apă de la nivel de câmpie la nivel montan, cu vegetație Ranunculion fluitantis și Callitricho-Batrachion, Pseudostepă cu ierburi și specii anuale de Thero-Brachypodietea, Pajiști cu Molinia pe soluri calcaroase, turboase sau argilos-nămoloase (Molinion caeruleae), Grohotișuri termofile și vest-mediteraneene, Grohotișuri medio-europene calcaroase, de la nivel colinar și montan, Păduri de fag din Europa Centrală dezvoltate pe sol calcaros cu Cephalanthero-Fagion, Pajiști umede mediteraneene cu ierburi înalte de Molinio-Holoschoenion, Formațiuni stabile xerotermofile de Buxus sempervirens pe pante stâncoase (Berberidion p.p.), Păduri aluvionare cu Alnus glutinosa și Fraxinus excelsior (Alno-Padion, Alnion incanae, Salicion albae).
La baza desemnării sitului se află mai multe specii protejate:
- plante (2): papucul doamnei (Cypripedium calceolus), Orthotrichum rogeri
- mamifere (9): castor (Castor fiber), vidră de râu (Lutra lutra), liliac cu aripi lungi (Miniopterus schreibersii), liliac cu urechi de șoarece (Myotis blythii), liliac cărămiziu (Myotis emarginatus), liliac comun (Myotis myotis), lapin (Oryctolagus cuniculus), liliacul mare cu potcoavă (Rhinolophus ferrumequinum), liliacul mic cu potcoavă (Rhinolophus hipposideros)
- nevertebrate (4): Austropotamobius pallipes, Coenagrion mercuriale, fluturele auriu (Euphydryas aurinia), Oxygastra curtisii
- pești (3): Barbus meridionalis, zglăvoacă (Cottus gobio), clean dungat (Telestes souffia)

Pe lângă speciile protejate, pe teritoriul sitului au mai fost identificate 41 de specii de păsări, 2 specii de amfibieni, 14 specii de mamifere, 7 specii de nevertebrate, 5 specii de reptile.